# Astragalus curvicaulis
Astragalus curvicaulis är en ärtväxtart som först beskrevs av Dominique Clos, och fick sitt nu gällande namn av Karl Friedrich Carlos Federico Reiche. Astragalus curvicaulis ingår i släktet vedlar, och familjen ärtväxter. Inga underarter finns listade i Catalogue of Life.